# Dixa adleri
Dixa adleri är en tvåvingeart som beskrevs av Peters 1987. Dixa adleri ingår i släktet Dixa och familjen u-myggor. Inga underarter finns listade i Catalogue of Life.